# Araguari (P-122)
Pour les articles homonymes, voir Araguari (homonymie).
L'Araguari (pennant number : P-122) est une corvette de classe Amazonas, actuellement exploitée par la marine brésilienne. Elle a d’abord été nommé San Fernando (CG52) alors qu’elle était en cours de construction pour la Garde côtière de Trinité-et-Tobago.

## Conception
La classe Amazonas a été initialement nommée classe Port of Spain et construite pour la garde côtière de Trinité-et-Tobago. Puis, bien que deux des navires aient été achevés à ce moment-là et en attente de livraison, et que la formation de l’équipage soit en cours au Royaume-Uni, le gouvernement de la République de Trinité-et-Tobago a annulé la commande en septembre 2010.
En décembre 2011, il a été rapporté que la marine brésilienne était intéressée par l’achat des navires, et peut-être jusqu’à cinq navires supplémentaires de la même conception.

## Engagements
Le San Fernando a été construit par BAE Systems Maritime à Glasgow et lancé le 16 juillet 2010. Le navire a été vendu à la marine brésilienne et renommé Araguari (P-122). Il a été mis en service le 21 juin 2013.

## Galerie

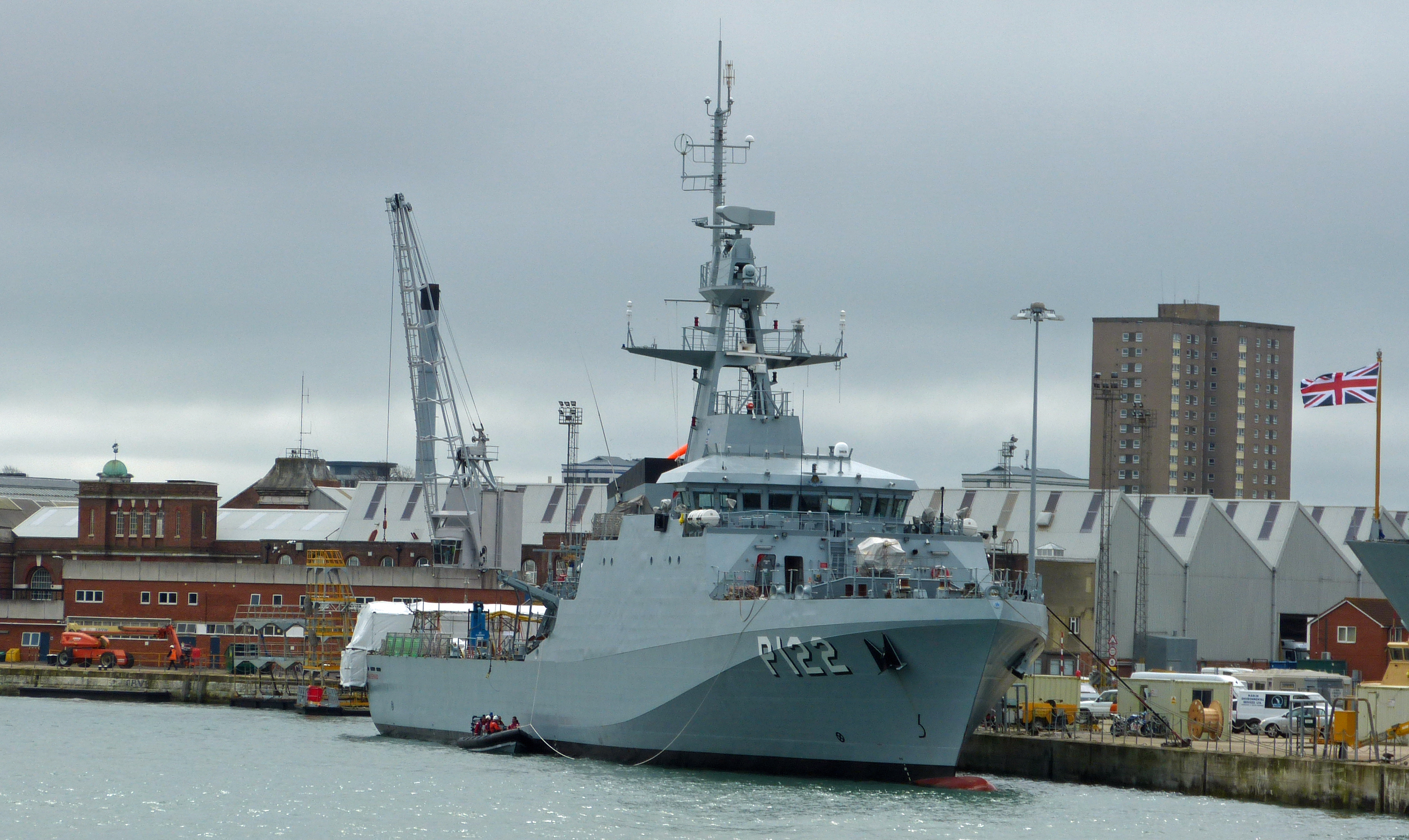
Le Araguari le 24 avril 2013
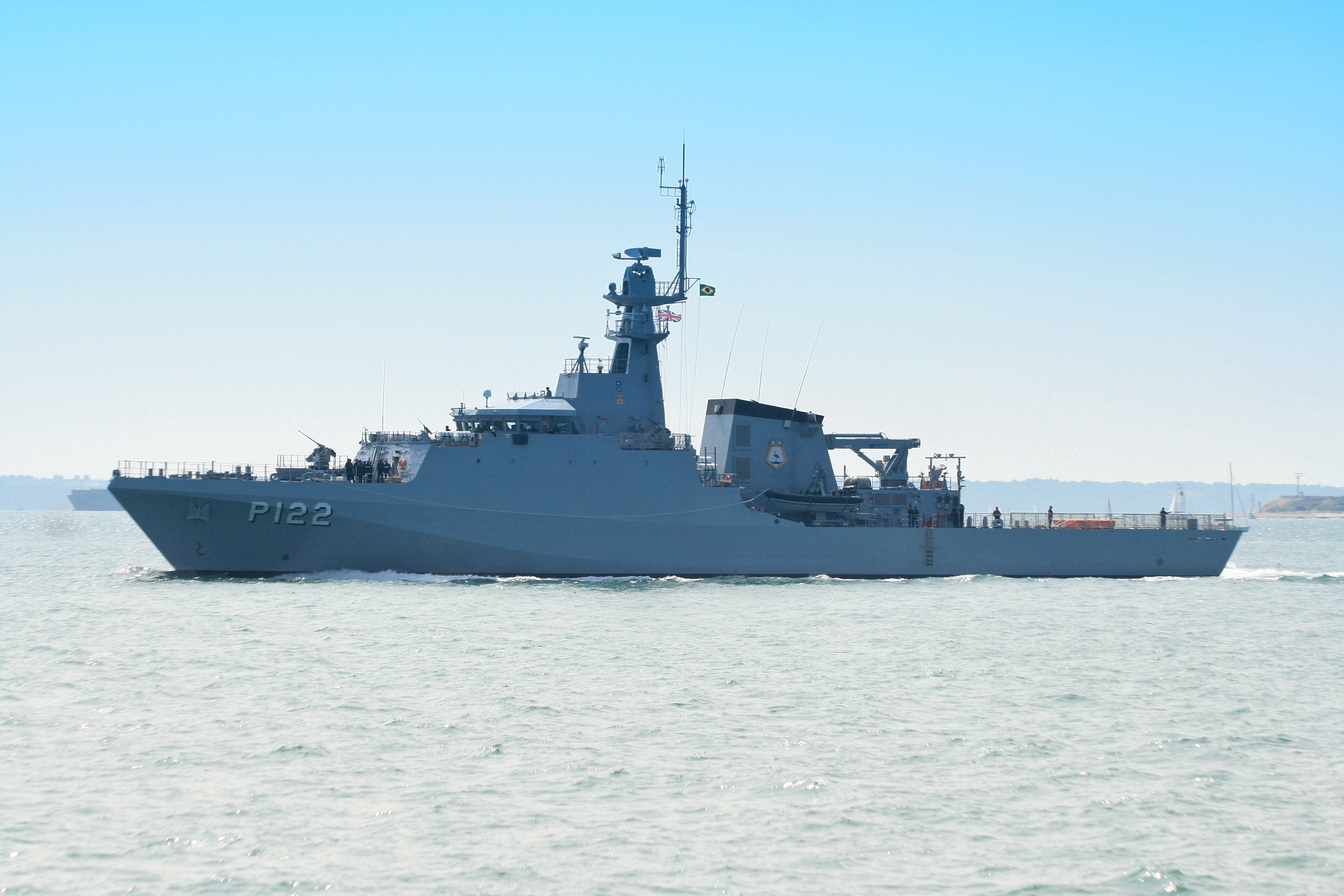
Le Araguari au large de Portsmouth le 12 juillet 2013.
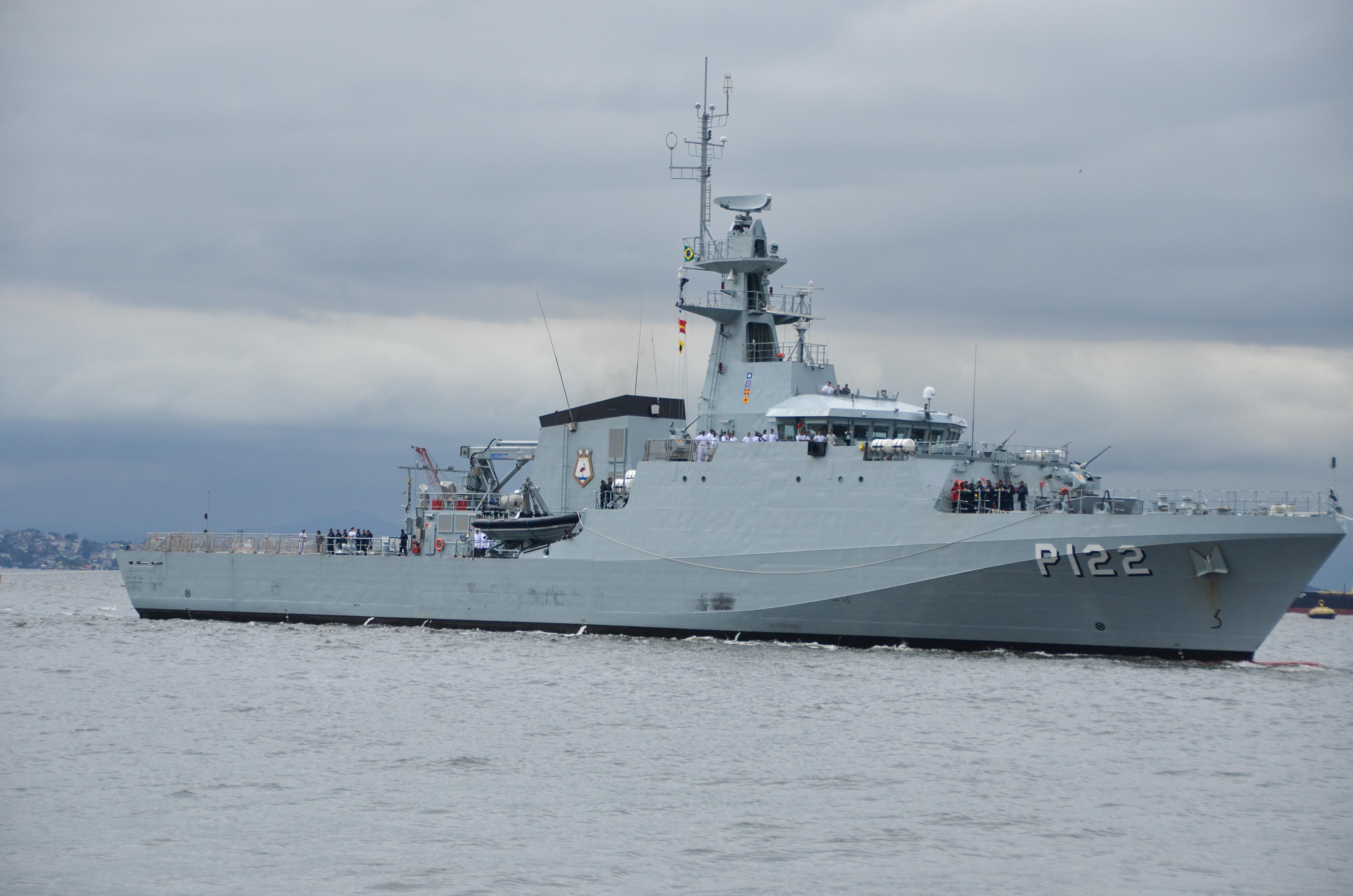
Le Araguari en route le 18 septembre 2013.